# Schoonheten
Schoonheten is een buurtschap in de gemeente Raalte in de Nederlandse provincie Overijssel. Het grootste gedeelte van de buurtschap Schoonheten maakt deel uit van het landgoed dat bij Havezate Schoonheten hoort.

## De Tweede Wereldoorlog
Tijdens de oorlog zat de Joodse onderduiker Maurits Bachrach (1917) ondergedoken op de boerderij van Strookappe tussen Nieuw Heeten en buurtschap Schoonheten. Hij stond bekend als Hendrik Bakker. Hij werd op zaterdag 14 oktober 1944 tijdens zijn vlucht door landwachters beschoten en dodelijk getroffen. Er is in 2006 een gedenksteen geplaatst naast het monument voor Marinus Stevens, die daar op diezelfde dag probeerde een schuilhut te bereiken en tweemaal door een jonge SS–er in de rug werd geschoten.

## Bekende bewoners
- Wolter Jan Gerrit Bentinck (1745-1781), zeeheld
- Berend Hendrik Bentinck tot Buckhorst (1753-1830), luitenant-generaal, commandeur in de Militaire Willems-Orde
- Carel Bentinck (1751-1825), luitenant-generaal, commandeur in de Militaire Willems-Orde

Hoofdplaats: Raalte      Dorpen: Broekland · Heeten · Heino · Laag Zuthem · Lierderholthuis · Luttenberg · Mariënheem · Nieuw Heeten

Buurtschappen: Boetele · De Hooge Wegen · Schoonheten

Overijssel · Steden en dorpen in Overijssel      Nederland · Provincies · Gemeenten